# Earl Gardner
Pour les articles homonymes, voir Gardner.
Earl Baker Gardner, né le 18 septembre 1923, décédé le 15 octobre 2005, est un ancien joueur américain de basket-ball. Il évolue durant sa carrière aux postes d'ailier et d'ailier fort.

## Palmarès
- Champion NBA 1949